# Frackspange
Als Frackspange wird ein Typ der großen Ordensspange bezeichnet.

## Herkunft
Die Frackspange ist, ähnlich wie das Frackkettchen, eine deutsche Besonderheit in der Phaleristik. Dieser Typus war insbesondere in der Zeit zwischen den beiden Weltkriegen beliebt. Sie ist aber bereits ungefähr seit der Jahrhundertwende vom 19. zum 20. Jahrhundert bekannt, wobei das Tragen einer Frackspange auch heute noch statthaft ist.

## Trageweise
Getragen wird die Frackspange zum Zivilanzug und dabei, wie es der Name bereits ausdrückt, im Gegensatz zur heute u. a. in Anlehnung an die Trageweise anderer NATO-Partner in der Bundeswehr verbreiteten Miniaturfrackspange nur zum Frack und nicht zum Smoking. Die meisten Frackspangen sind preußisch-deutschen Typs mit nicht verdrehten Bändern (es sind aber bspw. auch Frackspangen mit sächsischem Dreiecksband von vor 1900 bekannt ("Sächsische Treppe")), in jedem Falle sind die Orden schräg und in der umgekehrten Reihenfolge zu montieren. Da das Tragen der Frackspange heute wenig verbreitet ist, gibt es keine gesellschaftliche Norm, ob ein Tragen der Frackspange zur Gesellschaftsjacke „Spencer“ sinnvoll ist.